# Weidmann Holding
Weidmann Holding AG (tidligere Wicor) er en schweizisk producent af isolatorer og plastik. De har 30 virksomhedslokaliteter og ca. 4.000 ansatte. De har hovedkvarter Rapperswil-Jona.
Virksomheden blev etableret i 1877 af Heinrich Weidmann.